# Classe Suffren (frégate)
Cet article concerne la classe de frégates de la fin du XXe siècle. Pour les autres classes Suffren, voir classe Suffren.
La classe Suffren est une classe de frégates lance-engins (FLE) de la marine nationale. C'est un bâtiment polyvalent conçu pour protéger une force navale contre les menaces aériennes, celles des navires de surface, des sous-marins et, dans une moindre mesure, fournir un appui feu sur des objectifs terrestres. C'est la première classe de navires français à être construite spécialement en tant que frégate lance-missiles.

## Conception
Les deux navires sont conçus pour escorter les porte-avions de la classe Clemenceau, et leur concept est similaire à celui des destroyers de type 82 (en). La désignation de la classe au budget 1960 est croiseur lance-engins type C 60 puis par la suite FLM (Frégate Lance-Missiles).
L'arme principale des frégates sont les missiles mer-air Masurca, lancés depuis une rampe double installée sur la plage arrière et disposant de 48 missiles. Le contrôle de tir est assuré par le radar tridimensionnel DRBI 23, monté dans un radôme massif (appelé la "boule"). Elles ont été les premières frégates françaises à mettre en œuvre des radars de veille aérienne à longue portée. Ceux-ci auraient eu un rayon de détection de 400 km. Les capacités anti-aériennes étaient complétées par deux canons anti-aériens de 30 mm.
L'armement anti-sous-marin comprend un système lance-missile Malafon avec 13 missiles en dotation et quatre catapultes lance-torpilles. Les moyens de détection comprennent un sonar de coque fixe DUBV-23D-1 et un sonar remorqué à immersion variable DUBV-43B.
Ils n'embarquaient pas d'hélicoptère.

## Modernisations
Les deux navires ont subi plusieurs phases d'amélioration. 
Des missiles Exocet ont été installés entre 1977 et 1979 sur le rouf arrière à la place des deux canons anti-aériens de 30 mm.
Le Suffren de 1989 à 1990 et le Duquesne de 1990 à 1991 connaissent une transformation des moyens d'aide à la conduite des opérations, de détection, de guerre électronique et de transmissions. 

## Navires de la classe Suffren
Les deux navires de la classe ont le nom d'un amiral français. À l'origine, trois unités devaient être construites. le budget prévu pour le troisième bâtiment a financé l'achat aux États-Unis de 42 intercepteurs Vought F-8 Crusader, embarqués à partir de 1964 sur les porte-avions Clemenceau et Foch.
| Nom      | no   | Chantier           | Mise sur cales   | Mise à l'eau    | Mise en service | Désarmée     | Destination                                                             |
| -------- | ---- | ------------------ | ---------------- | --------------- | --------------- | ------------ | ----------------------------------------------------------------------- |
| Suffren  | D602 | Arsenal de Brest   | 21 décembre 1962 | 15 mai 1965     | 20 juillet 1967 | 2 avril 2001 | Brise-lames à l'île du Levant (2009-2023) ; démantelé à Bassens (2023). |
| Duquesne | D603 | Arsenal de Lorient | 1er février 1965 | 12 février 1966 | 1er avril 1970  | 23 juin 2007 | Brise-lames à Saint-Mandrier, depuis 2009.                              |

## Remplacement
Ces deux bâtiments sont remplacés par les frégates Forbin et Chevalier Paul de la classe Horizon.

## Galerie photo

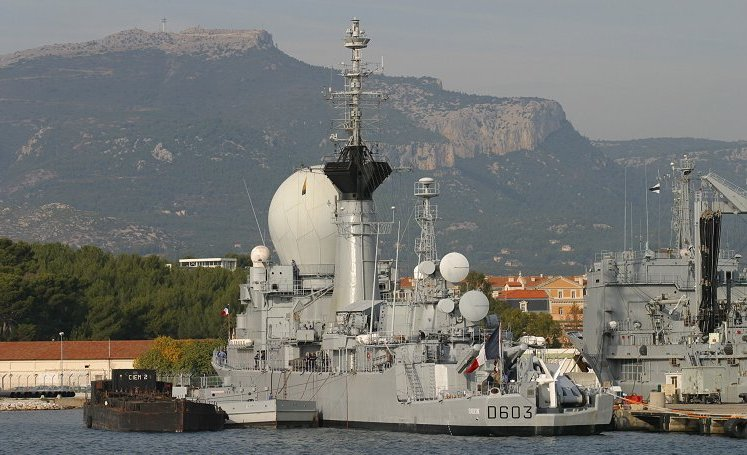
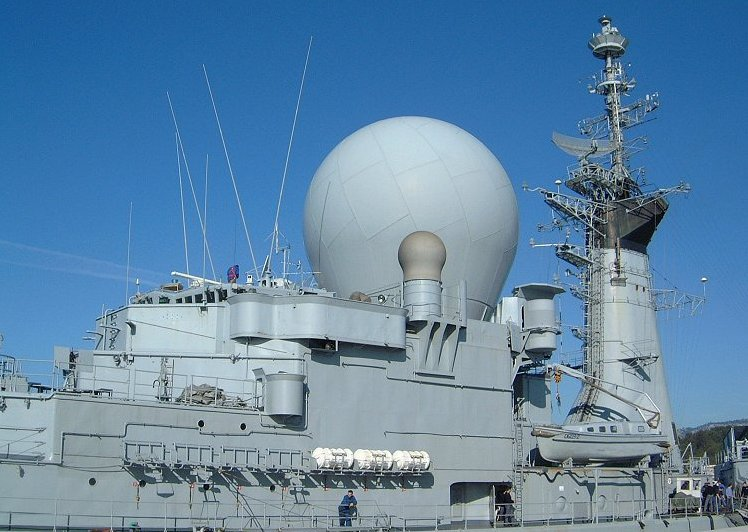
Zoom sur la tourelle du Duquesne
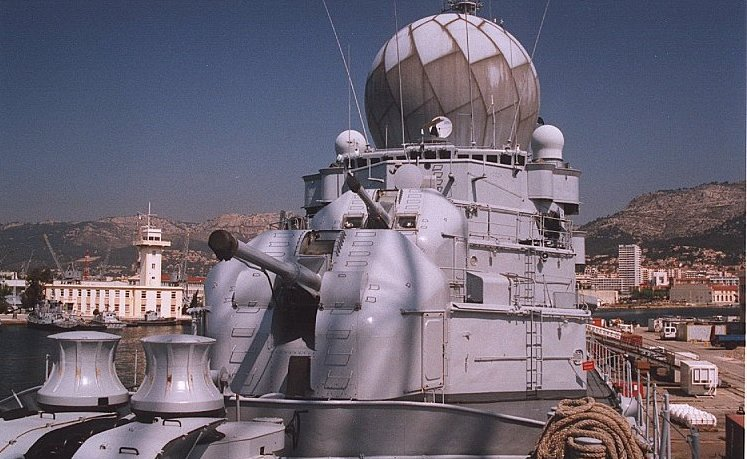
Canons de 100 mm du Duquesne
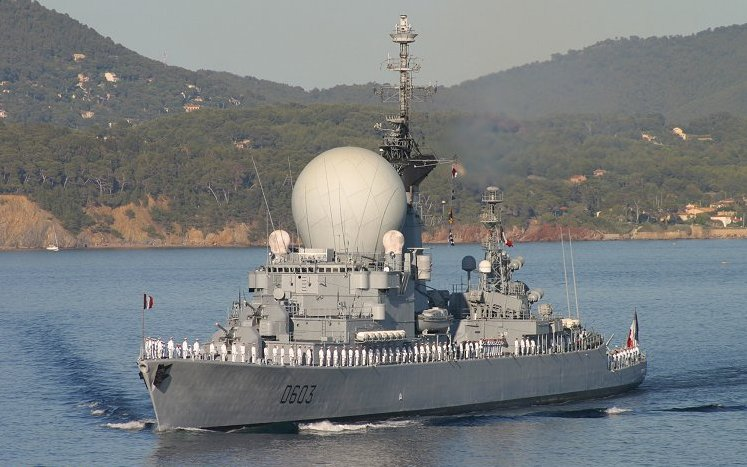
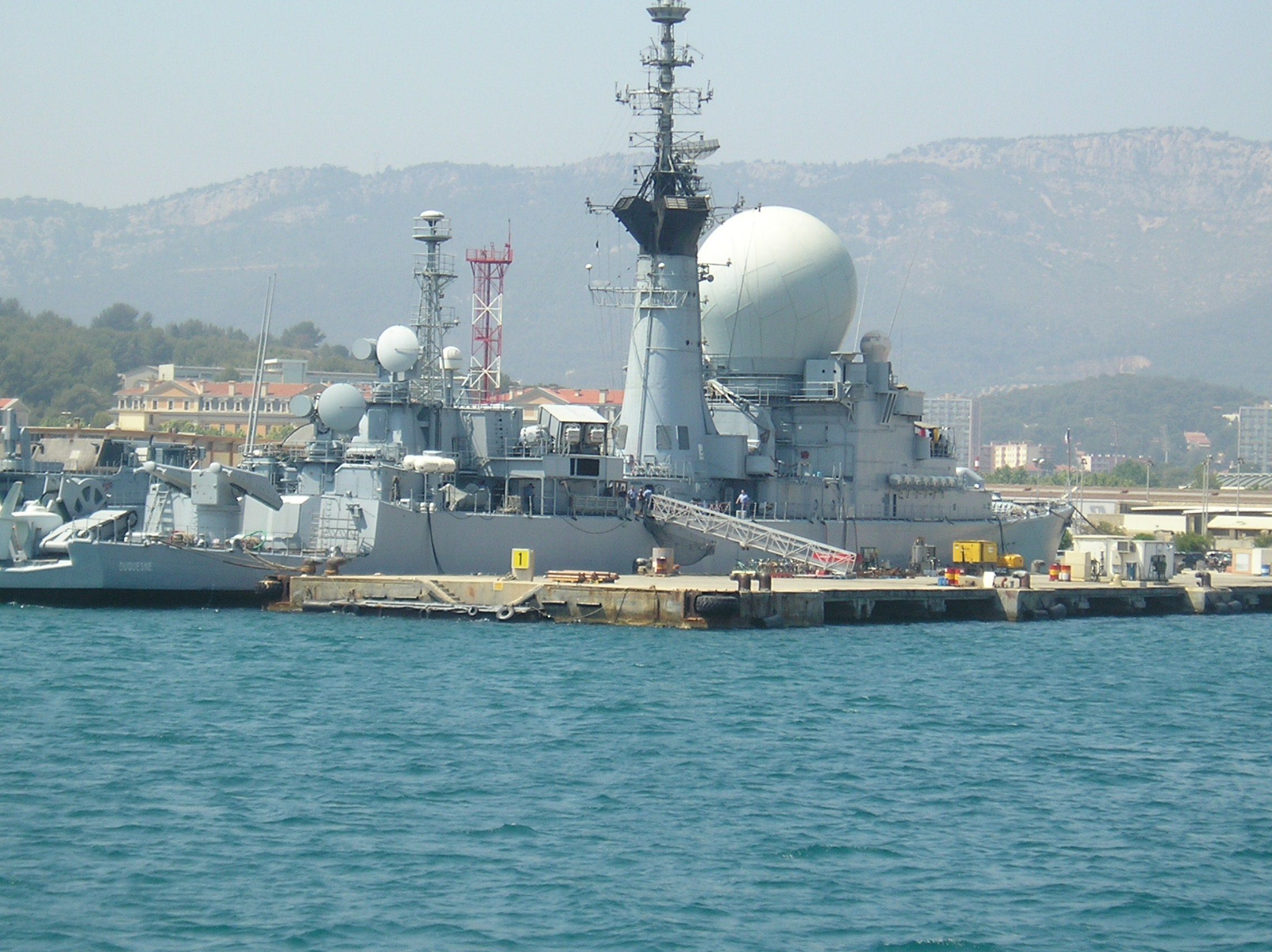
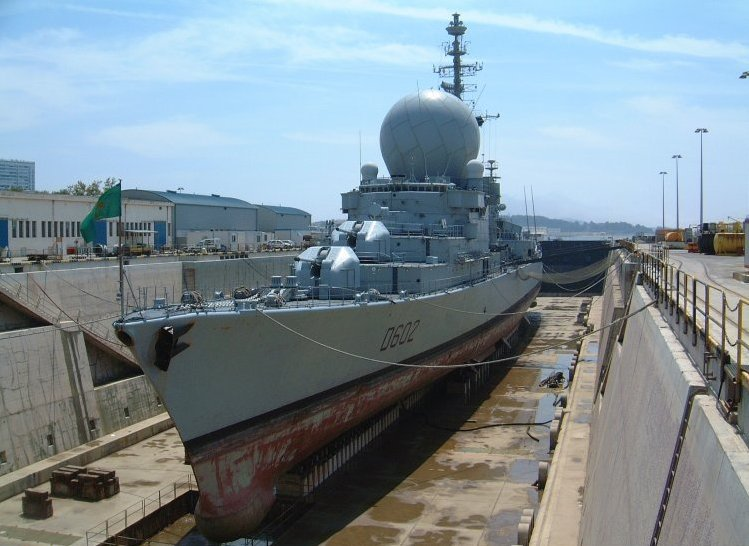
Le Suffren en cale sèche
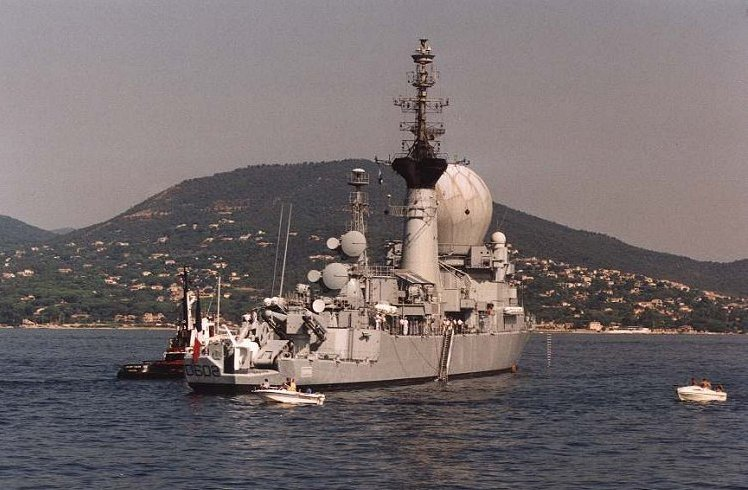
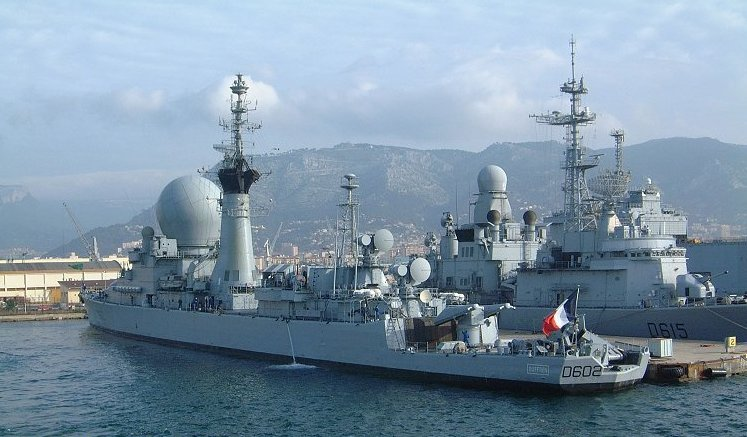
Le Suffren à quai à Toulon aux côtés du Jean Bart
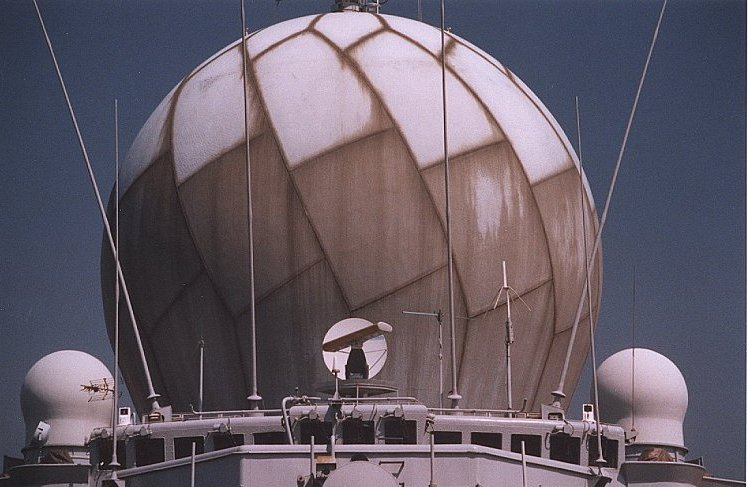
Le dôme radar du Duquesne